# Anthony Hamilton
Anthony Hamilton (Charlotte, 1971. január 28. –), amerikai Grammy-díjas énekes, dalszerző; R&B-, soul-előadó.

## Stúdióalbumok
- XTC (1996)
- Comin' from Where I'm From (2003)
- Ain't Nobody Worryin' (2005)
- The Point of It All (2008)
- Back to Love (2011)
- What I'm Feelin' (2016)

## Díjak
- BET J Cool Like Dat Award 2006
- Grammy-díj 2009 (Best Traditional R&B Performance)